# James Baumgartner

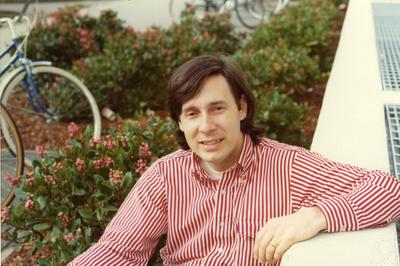
James Baumgartner

James Earl „Jim“ Baumgartner (* 23. März 1943 in Wichita; † 28. Dezember 2011) war ein US-amerikanischer Mathematiker, der sich mit axiomatischer Mengenlehre und Grundlagen der Mathematik befasste.
Baumgartner studierte am Caltech mit dem Bachelor-Abschluss 1960 und wurde 1970 an der University of California, Berkeley bei Robert Vaught promoviert (Results and Independence Proofs in Combinatorial Set Theory). 1969 wurde er Instructor, 1971 Assistant Professor, 1976 Associate Professor und 1980 Professor am Dartmouth College. Ab 1983 war er dort John G. Kemeny Parents´ Professor. 1982 wurde bei ihm Multiple Sklerose diagnostiziert, die ihn schließlich in den Rollstuhl zwang. Er starb an einem Herzanfall.
1971/72 war er Gastprofessor am Caltech.
Er befasste sich mit iteriertem Forcing und formulierte aufbauend auf Arbeiten von Saharon Shelah das Proper Forcing Axiom (PFA), zeigte dessen relative Konsistenz zu ZFC und wandte das PFA vielfach an.
Er bewies die relative ZFC-Konsistenz des Satzes, dass je zwei {\displaystyle \aleph _{1}}-dichte Mengen in den reellen Zahlen ordnungs-isomorph sind. Ein weiteres einflussreiches Theorem von Baumgartner ist sein Beweis mit András Hajnal einer Partitionsrelation der Ordinalzahlen.
Er war seit 1966 verheiratet und hatte zwei Söhne.
Zu seinen Doktoranden gehörten Stan Wagon, Jean Larson, Tadatoshi Miyamoto und Alan D. Taylor.

## Schriften
- Applications of the Proper Forcing Axiom. In: The Handbook of set-theoretic topology. North-Holland, 1984, S. 913–959.
- Iterated Forcing. In: Adrian Mathias (Hrsg.): Surveys in Set Theory. London Math. Society Lecture Note Series 87, 1983, S. 1–59.
- mit András Hajnal: A proof (involving Martin´s axiom) of a partition relation. Fundamenta Mathematica, Band 78, 1973, S. 193–203.
- mit Andras Hajnal: Polarized partition relations. J. Symbolic Logic, Band 66, 2001, S. 811–821.
- All {\displaystyle \aleph _{1}}-dense sets of reals can be isomorphic. Fundamenta Mathematica, Band 79, 1973, S. 101–106.
- A new class of order types. In: Annals of Mathematical Logic. Band 9, 1976, S. 187–222.
- Ineffability properties of cardinals I. In: Infinite and Finite Sets. Keszthely (Hungary) 1973, Colloquia Mathematica Societatis János Bolyai, Band 10, North-Holland, 1975, S. 109–130.
- mit Leo Harrington, Eugene Kleinberg: Adding a closed unbounded set. In: Journal of Symbolic Logic. Band 41, 1976, S. 481–482.
- Ineffability properties of cardinals II. In: Robert E. Butts, Jaakko Hintikka (Hrsg.): Logic, Foundations of Mathematics and Computability Theory. Reidel, 1977, S. 87–106.
- mit Fred Galvin: Generalized Erdős cardinals and Zero Sharp. In: Annals of Mathematical Logic. Band 15, 1978, S. 289–313.
- mit Paul Erdős, Fred Galvin, Jean Larson: Colorful partitions of cardinal numbers. Can. J. Math., Band 31, 1979, S. 524–541.
- mit Paul Erdős, D. Higgs: Cross-cuts in the power set of an infinite set. Order 1, 1984, S. 139–145.
- als Herausgeber: Axiomatic Set Theory. Contemporary Mathematics, Volume 31, 1990.
- mit Karel Prikry: Singular cardinals and the generalized continuum hypothesis. American Mathematical Monthly, Band 84, 1977, S. 108–113.